# Ebensee am Traunsee
Ebensee am Traunsee ist eine österreichische Marktgemeinde im Bezirk Gmunden im Traunviertel bzw. Salzkammergut in Oberösterreich mit 7452 Einwohnern (Stand 1. Jänner 2025).

## Geografie

### Lage
Ebensee liegt auf 443 m Höhe im Traunviertel am Südufer des Traunsees. Die Ausdehnung beträgt von Nord nach Süd 15,2 km, von West nach Ost 22,1 km. Die Gesamtfläche beträgt 194,5 km². 63,7 % der Fläche sind bewaldet. Neben dem Traunsee liegen im Gemeindegebiet noch der Vordere und Hintere Langbathsee sowie der Offensee. Im Westen befindet sich das Höllengebirge mit dem Hausberg Feuerkogel. Im Osten beginnen die Oberösterreichischen Voralpen. An der Südgrenze beginnt das Tote Gebirge. Dort befindet sich der Schönberg 2093 m ü. A., die höchste Erhebung des Gemeindegebiets.

### Gemeindegliederung
Das Gemeindegebiet umfasst elf Ortsteile (in Klammern Einwohnerzahl Stand 1. Jänner 2025):
- Ebensee (4005)
- Kohlstatt (343)
- Lahnstein (96)
- Langwies (535)
- Oberlangbath (335)
- Offensee (15)
- Plankau (247)
- Rindbach (540)
- Roith (926)
- Trauneck (189)
- Unterlangbath (221)

Die Gemeinde besteht aus drei Katastralgemeinden (Fläche Stand 31. Dezember 2023):
- Ebensee (12.887,31 ha)
- Langwies (2.809,59 ha)
- Oberlangbath (3.772,55 ha)

Die Gemeinde liegt im Gerichtsbezirk Bad Ischl.

### Nachbargemeinden
| Altmünster            | Traunkirchen                                | Gmunden          |
| Steinbach am Attersee | Kompassrose, die auf Nachbargemeinden zeigt | Grünau im Almtal |
| Bad Ischl             | Altaussee                                   |                  |

## Geschichte

### Erste Besiedlung

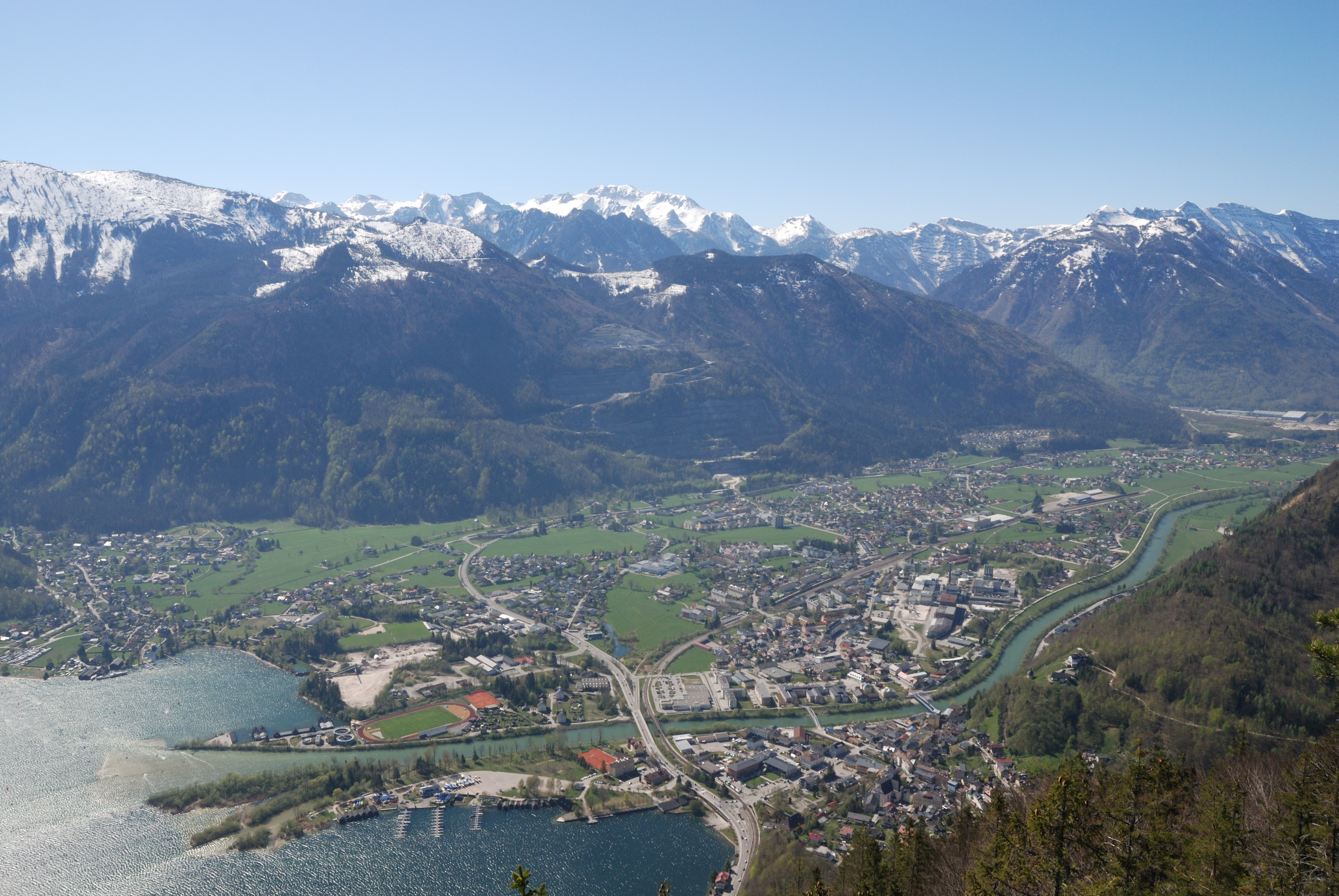
Blick vom Großen Sonnstein auf das Gemeindegebiet

Ursprünglich im Ostteil des Herzogtums Baiern liegend, gehörte die Gegend seit 1180 zum Herzogtum Steiermark, das 1192 die österreichischen Babenberger erbten. Der Ort Ebensee wurde erstmals 1447 erwähnt.
Da wegen akuten Holzmangels in der Umgebung von Hallstatt das dortige Sudhaus nicht weiter ausgebaut werden konnte, befahl Kaiser Rudolf II. 1596 von Prag aus die Errichtung eines neuen Pfannhauses (Saline) in Ebensee, die Saline Ebensee, welche ab 1604 realisiert wurde. Am 8. Februar 1607 konnte das erste Salz gesotten werden. Die notwendigen Arbeitskräfte für das Sudhaus rekrutierte man hauptsächlich in Hallstatt, die Holzknechte in Aussee. Die Zuleitung der Sole erfolgte über eine fast 40 km lange Soleleitung vom Hallstätter Salzberg, die unter der technischen Leitung des Ischler Waldmeisters Hans Kalß errichtet wurde – diese ist noch immer in Betrieb, und die Soleleitungsbrücke Gosauzwang gehört zum UNESCO-Welterbe Hallstatt–Dachstein/Salzkammergut.

### Bevölkerungsentwicklung, neue Gewerke und wachsende Infrastruktur
Im Jahr 1625 hatte Ebensee schon 1.000 Einwohner. Der Bau einer eigenen katholischen Kirche begann 1729. Die Kirche unterstand dem Kloster Traunkirchen. Ebensee wurde 1771 erst Vikariat und 1786 selbständige Pfarre. Als man 1733 den Salinenarbeitern den freien Faschingsdienstag nehmen wollte, kam es zur „Faschingdienstagrevolte“.
Die Saline, zahlreiche Häuser und der Kirchturm wurden 1835 bei einem Großbrand zerstört. Bei der Märzrevolution 1848 wurde in Ebensee eine Nationalgarde aufgestellt. Ein erster Telegraf wurde 1866 in Ebensee errichtet. Der Anschluss von Ebensee an das österreichische Eisenbahnnetz erfolgte 1877 durch die Salzkammergutbahn, eine Nebenbahn der Rudolfsbahn. Die Bahnstrecke führt von Attnang-Puchheim in Oberösterreich nach Stainach-Irdning in der Steiermark. Dadurch sollte der einsetzende Fremdenverkehr gefördert werden und der gewaltige Brennstoffbedarf der Salinen, der durch die immer knapper werdenden Waldbestände nicht mehr gedeckt werden konnte, durch die Versorgung mit Kohle abgedeckt werden. Die Brüder Alfred und Ernest Solvay errichteten 1883 eine Ammoniak-Soda-Fabrik, die Solvay-Werke in Ebensee. Im Jahr 1887 wurde die Freiwillige Feuerwehr Ebensee gegründet.
Die Einführung elektrischen Stroms erfolgte 1907 nach dem Bau eines Elektrizitätswerkes am Offenseebach. Während des Ersten Weltkriegs fielen 218 Einwohner, 6 weitere wurden vermisst. Zudem war der Ort 1917 von einer großen Hungersnot betroffen.

### Änderungen der Verwaltungsordnung
Seit 1918 gehört der Ort zum Bundesland Oberösterreich. Im Jahr 1927 wurde eine von Adolf Bleichert & Co. gebaute Seilschwebebahn auf den Feuerkogel eröffnet, die Feuerkogelseilbahn. Ebensee wurde 1929 zur Marktgemeinde erhoben. Während des österreichischen Bürgerkriegs nahmen im Februar 1934 ein Großteil der Ebenseer Arbeiter am Generalstreik teil. Das Bundesheer marschierte ein und schlug den Aufstand nieder.
Nach dem Anschluss Österreichs an das Deutsche Reich am 13. März 1938 gehörte Ebensee zum Gau Oberdonau.

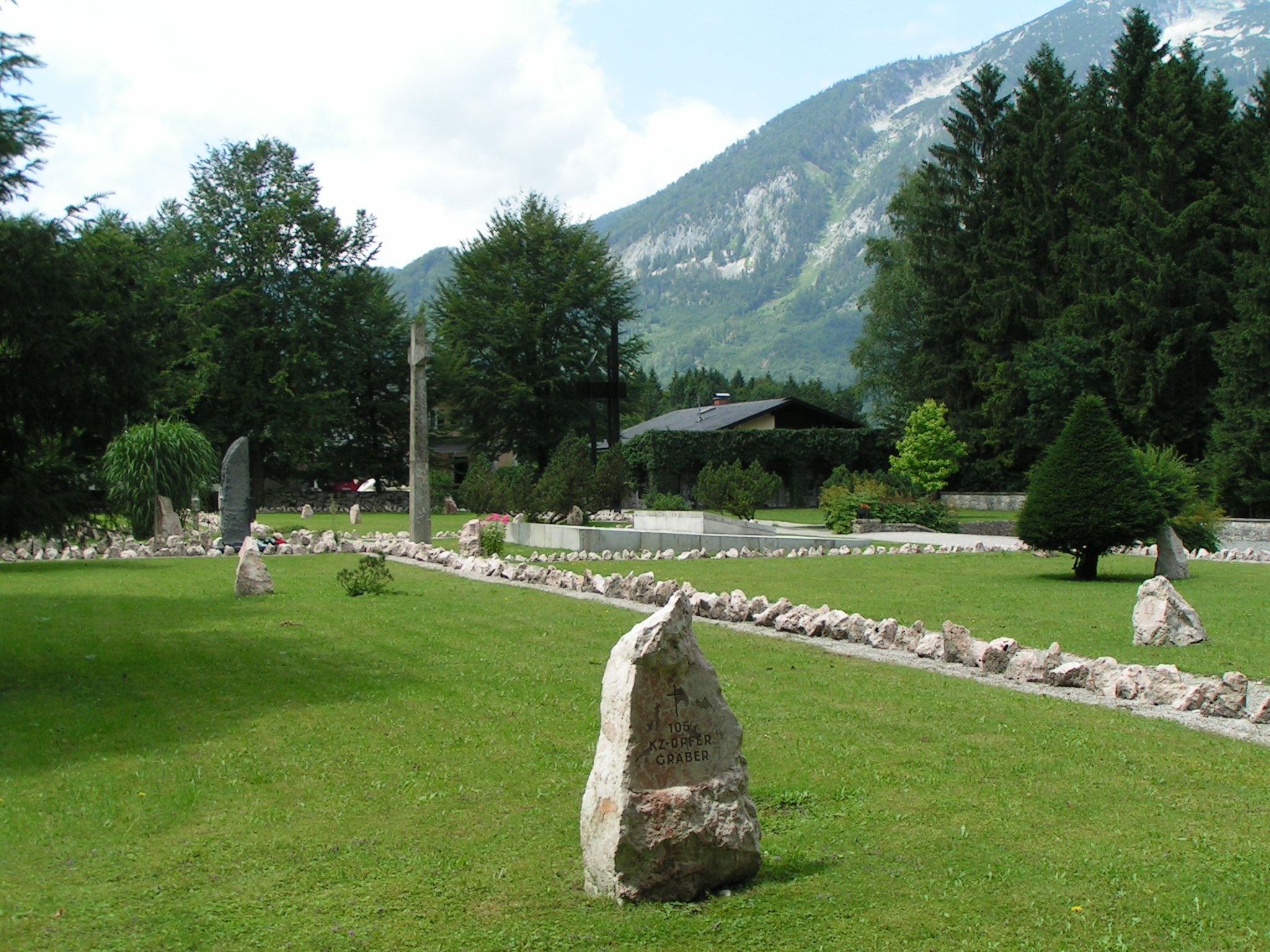
Gelände des Konzentrationslagers (KZ) Ebensee 2005

Im November 1943 wurde das KZ Ebensee als Nebenlager des KZ Mauthausen errichtet – mit dem Tarnnamen Projekt Zement, es diente der Verlegung der Raketenversuchsanstalt Peenemünde in eine bombengeschützte Umgebung. Von November 1943 bis Mai 1945 starben im KZ Ebensee 8.745 Häftlinge. Ende April 1945 gab es 18.437 Häftlinge in Ebensee. Die Befreiung des Lagers erfolgte am 6. Mai 1945 durch US-amerikanische Truppen. Im Zweiten Weltkrieg fielen 289 Ebenseer und weitere 90 wurden vermisst.

### Seit Ende des Zweiten Weltkriegs
Auf dem Gelände des Konzentrationslagers wurde nach 1945 ein DP-Lager für jüdische „Displaced Persons“ eingerichtet. Aufgrund von Spannungen wurden die meisten jüdischen DPs nach Bad Gastein verlegt.
Durch die Traunverbauung wurde von 1951 bis 1957 ein Hochwasserschutz aufgebaut.
Die evangelische Kirche wurde 1953 eingeweiht.
Eine neue Spannbetonbrücke über die Traun wurde 1954 errichtet. Im Jahr 1957 fand die 350-Jahr-Feier des Ortes statt.
Am 23. September 1963 verübten italienische neofaschistische Terroristen Sprengstoffanschläge auf Saline, Feuerkogelseilbahn und Löwendenkmal. Dabei wurde ein Gendarm getötet und vier weitere Personen verletzt.
Das neue Rathaus mit Nebeneinrichtungen wurde 1973 eröffnet. Die Saline wurde 1979 in eine Aktiengesellschaft umgewandelt. Im gleichen Jahr wurde eine neue Groß-Saline in Ebensee/Steinkogl erschlossen und das Heimatmuseum im alten Salinenverwesamt eröffnet.
Eine neue Feuerkogel-Seilbahn ging 1986 in Betrieb.
Im Jahr 1988 erhielt Ebensee den Titel Jugendfreundlichste Gemeinde Oberösterreichs.
Das KV Kino Ebensee wurde 1992 mit dem oberösterreichischen Landeskulturpreis ausgezeichnet und die Kunsttagesreise Prä-Post-Brunft (Christoph Herndler, Reinhard Kannonier, Georg Nussbaumer, Walter Pilar & Norbert Schweizer) mit dem oberösterreichischen Förderungspreis für alternative Kulturarbeit.
1995 fand eine große internationale 50-Jahr-Feier der Befreiung des KZ Ebensee statt. 1996 wurde der KZ-Gedenkstollen eröffnet. Der ehemalige Inhaftierte im KZ Ebensee, Roberto Castellani aus Prato, Italien wurde 1997 Ehrenbürger der Marktgemeinde Ebensee.
Das Zeitgeschichte Museum Ebensee öffnete  2001. Im Jahr 2002 wurde Ebensee „Fahrradfreundliche Gemeinde“ sowie „Klimabündnisgemeinde“. Von 2004 bis 2005 erhielt Ebensee einen neuen Hochwasserschutz. Ebensee wurde 2005 Österreichs erste „attac-Gemeinde“. Am 30. September 2005 schloss Solvay die Soda-Produktion. Im Jahr 2007 wurde die 400-Jahr-Feier der Gemeinde veranstaltet. Ebensee beteiligte sich 2008 an der dezentralen oberösterreichischen Landesausstellung „Salzkammergut“ mit dem Projekt „Heimat – Himmel & Hölle – Migration im Salzkammergut“.
Am 5. Juli 2017 wurde vom Gemeinderat die Umbenennung von Ebensee in Ebensee am Traunsee beschlossen. Am 31. Oktober 2017 wurde die Umbenennung vom Land Oberösterreich genehmigt. Am 26. April 2025 wurde auf Initiative des Zeitgeschichtemuseums Ebensee vor dem Rathaus Ebensee ein Mahnmal zur Erinnerung an Opfer des NS-Regimes der Öffentlichkeit übergeben. Auf mehreren Marmorblöcke wurden die Namen von 25 Ebenseer Bürgern eingraviert, die während der NS-Zeit ermordet wurden.

### Bevölkerung
Im Jahr 1905 wurde in einer deutschen Tageszeitung darüber berichtet, dass es im Ort überdurchschnittlich viele alte Menschen (über 80 Jahre) gab: 51 von rund 8000. Für diese Personen veranstaltete die Gemeinde, allen voran der Bürgermeister, ein Fest der Alten mit einer Festrede im Rathaus, einem Festzug zur Kirche und einem Festessen in der Post.
Die Einwohnerzahl entwickelt sich stetig rückläufig, 2009 sank die Einwohnerzahl auf unter 8.000.

## Kultur und Sehenswürdigkeiten

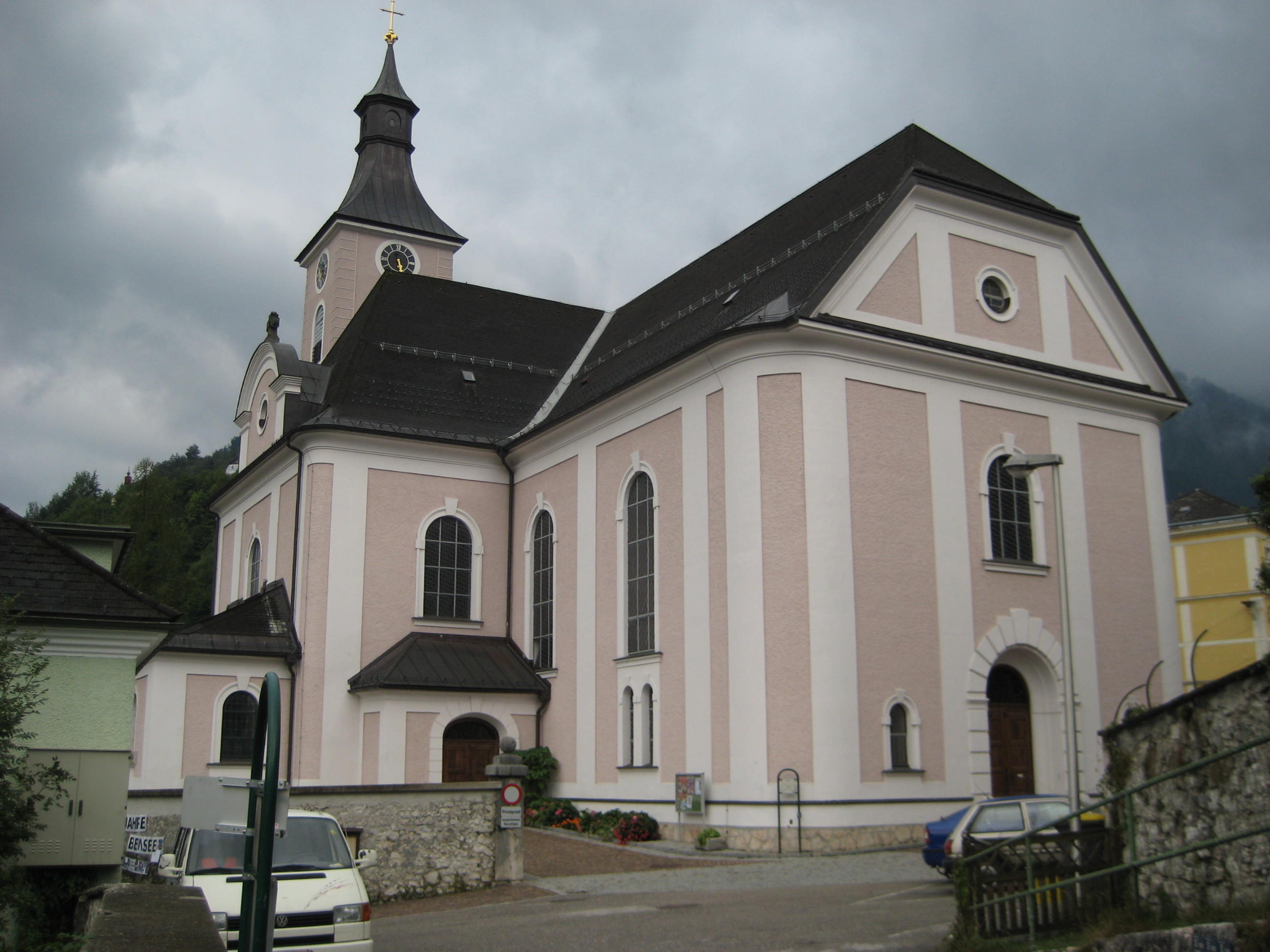
Katholische Pfarrkirche Ebensee am Traunsee

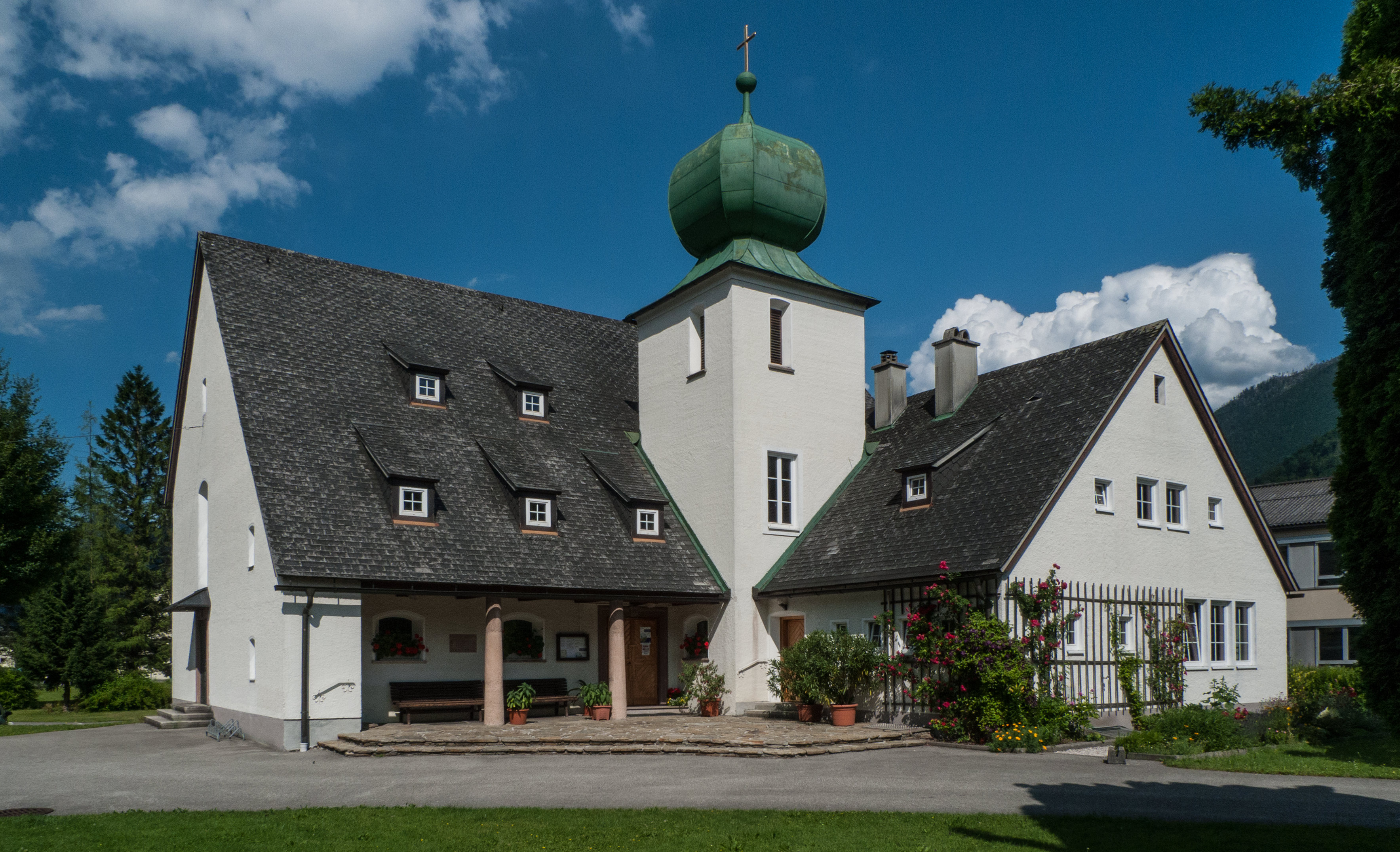
Evangelische Pfarrkirche Ebensee am Traunsee

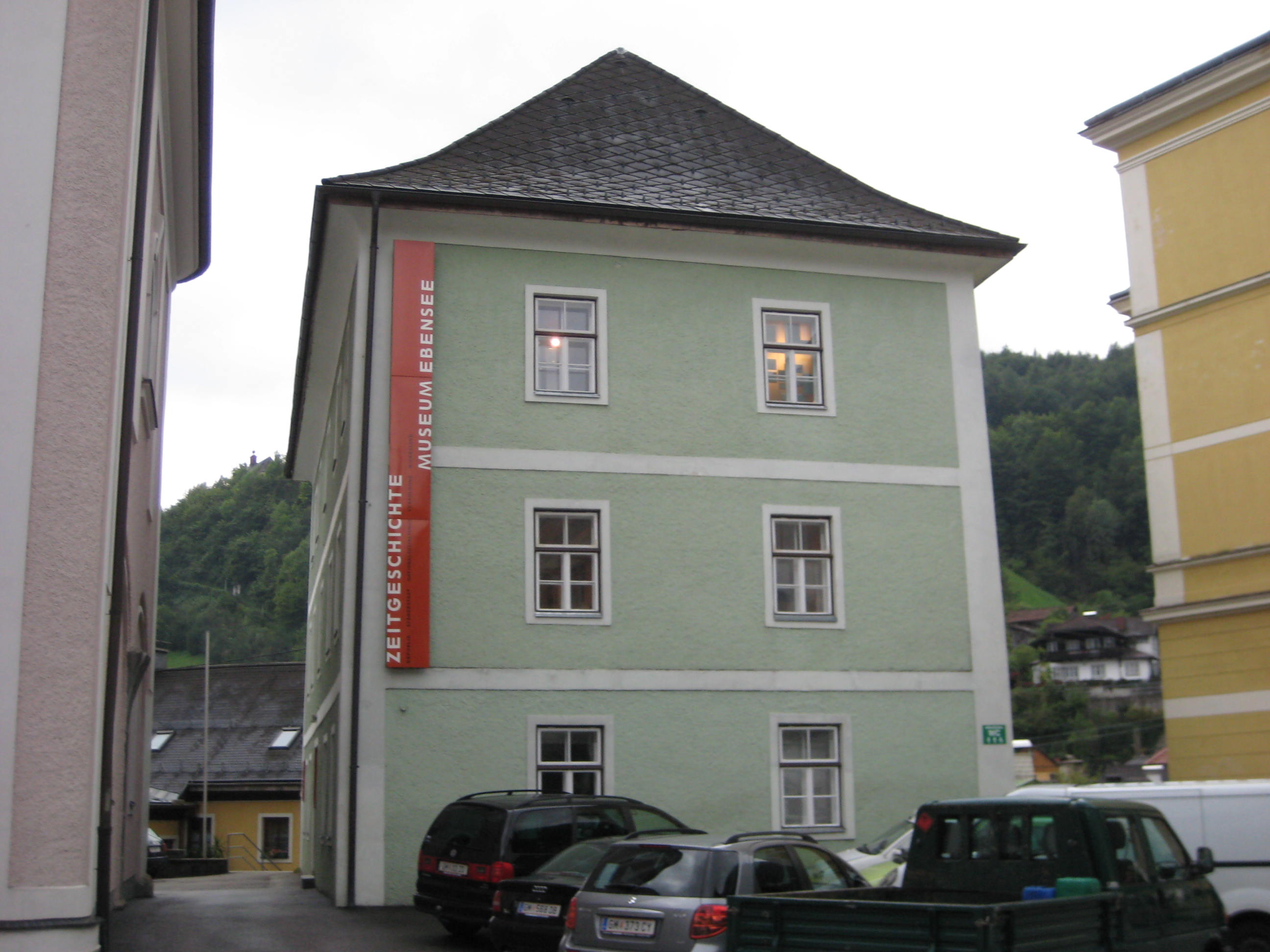
Zeitgeschichte Museum Ebensee

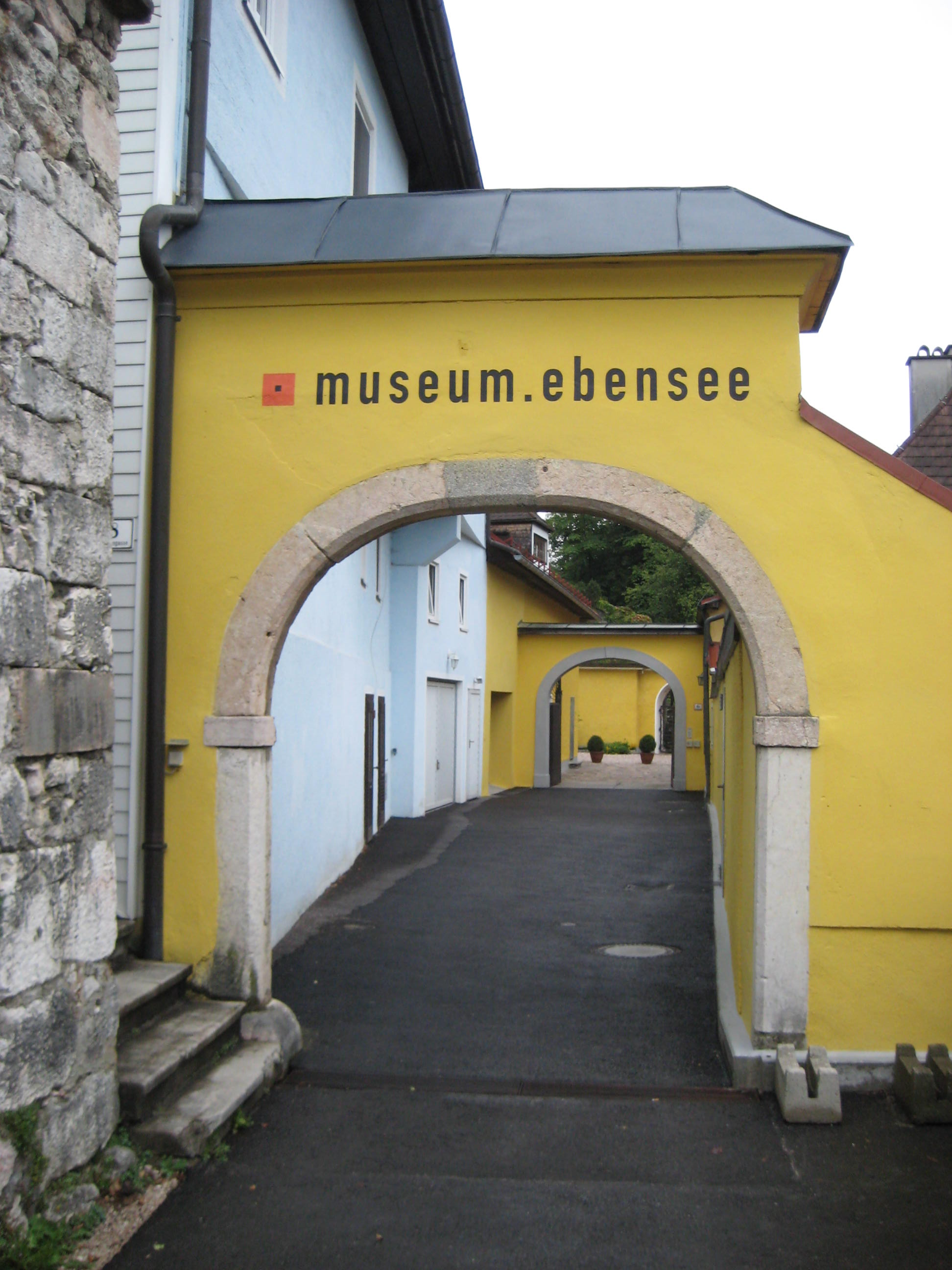
Eingang zum museum.ebensee, dem früheren Verwesamt

- Katholische Pfarrkirche Ebensee am Traunsee hl. Josef: Die 1726 im Barockstil erbaute katholische Pfarrkirche ist ein Werk des Linzer Baumeisters Johann Michael Prunner.
- Evangelische Pfarrkirche Ebensee am Traunsee
- KZ Gedenkstollen: Die Gedenkausstellung im KZ Gedenkstollen zeigt Dokumente zum Lageraufbau und Fotoaufnahmen der amerikanischen Befreiungstruppen. Es gibt Führungen durch das Lagergelände. Der KZ Gedenkstollen befindet sich auf dem Gelände des ehemaligen 'Arbeitslagers Zement', nahe der Finkerleiten-Siedlung, etwa drei Kilometer südöstlich von Ebensee.
- Zeitgeschichte Museum Ebensee: befindet sich in einem alten Schulgebäude aus dem Jahr 1779 direkt im Ortszentrum. Das Museum zeigt die Geschichte des Salzkammerguts von 1918 bis 1955.

Daneben gibt es im Ort das
- Heimatgeschichtliches museum.ebensee: Das Museum befindet sich im unter Denkmalschutz stehenden 'Verwesamt' – der ehemaligen Salinendirektion- das von 1605 bis 1852 bestand. Das 1974 eröffnete Museum mit Schwerpunkt zum Thema Salzgewinnung, Salinengeschichte und Forstwirtschaft, aber auch anderen Ausstellungsstücken, wie z. B. zum „Fetzenfasching“ werden gezeigt.
- Kino Ebensee: ist eine Kulturstätte mit Programmkino und Veranstaltungsort für das Filmfestival Festival der Nationen sowie für Konzerte aus dem Bereich Rock/Pop/World.
- Naturmuseum Salzkammergut: liegt an der Salzkammergut Straße B 145 im Ortsteil Langwies und wurde 2009 eröffnet und bietet einen Einblick in die Natur.

### Naturdenkmäler
- Gassel-Tropfsteinhöhle: Die Gassel-Tropfsteinhöhle ist eine Schauhöhle in der Nähe des Erlakogels, sie wird betreut vom Verein für Höhlenkunde Ebensee.
- Rindbachfälle: der Rindbach-Wasserfall befindet sich auf Gemeindegebiet
- Naturschutzgebiet Langbathseen: das Naturschutzgebiet mit Vorderem und Hinterem Langbathsee befindet sich auf dem Gemeindegebiet von Ebensee; am Vorderen Langbathsee liegt das für Kaiser Franz Josef erbaute Jagdschloss Langbathsee.

### Regelmäßige Veranstaltungen
- Filmfestival Festival der Nationen: das 'Festival der Nationen' – das internationale Filmfestival für nichtkommerziellen Film (Amateurfilm) – fand von 1973 bis 2013 jährlich in Ebensee statt. Veranstaltungsort war das Kino Ebensee.
- Fetzenfaschings-Umzug: Jedes Jahr findet am Rosenmontag der Ebenseer Fasching mit dem Fetzenfaschingsumzug statt.
- Ebenseer Glöcklerlauf, seit 2010 UNESCO-Kulturerbe
- Waldvogelausstellung im Zuge des UNESCO-Kulturerbes Salzkammergut Vogelfang

## Wirtschaft und Infrastruktur

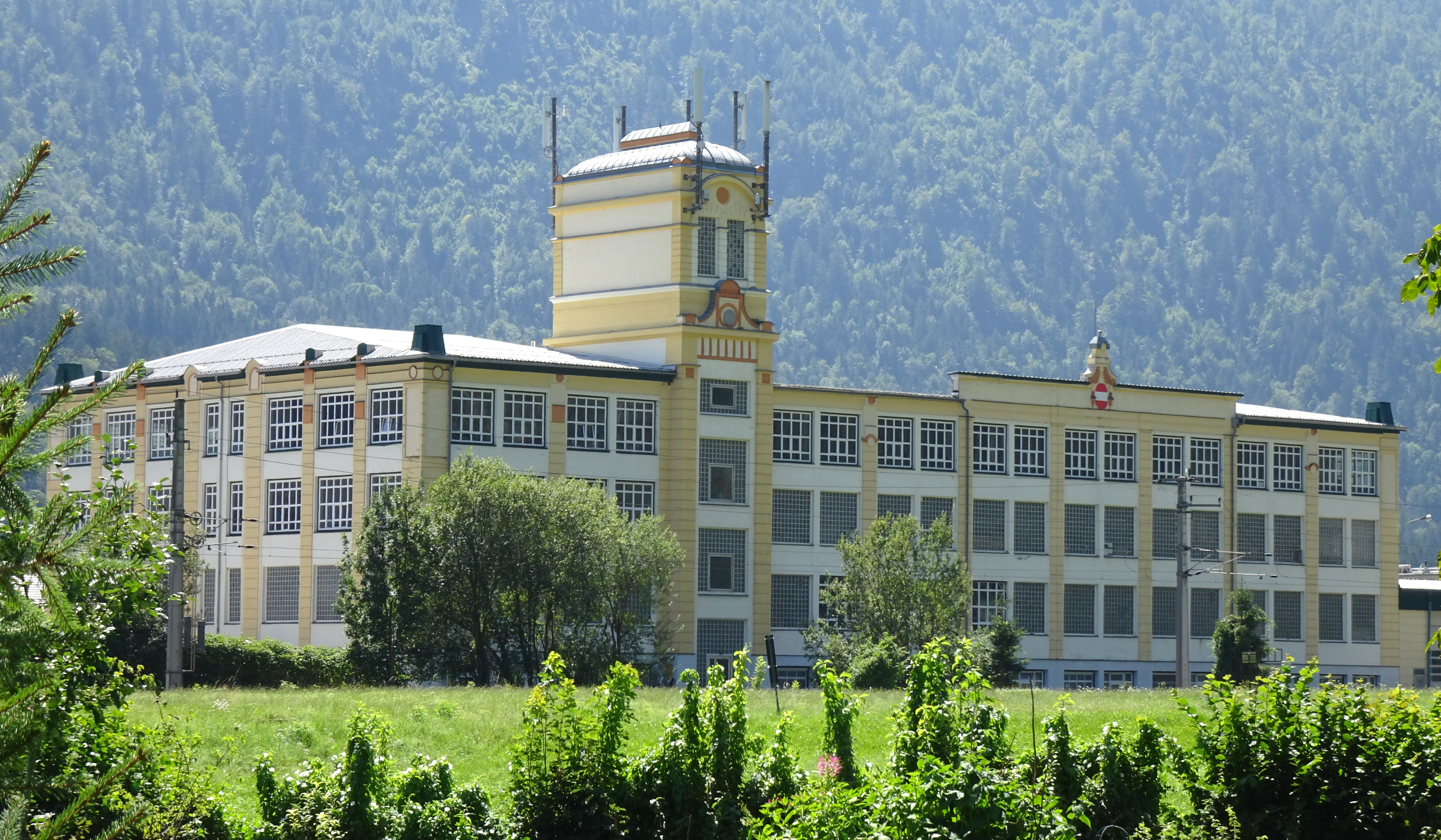
Ehemalige Weberei (betrieben 1910–1993, Foto 2024)

### Salzproduktion und weitere Betriebe
Seine wirtschaftliche Existenz verdankt die Gemeinde Ebensee am Traunsee der Salzproduktion. 1607 wurde das erste Sudhaus errichtet, damit war die weitere Geschichte des Ortes untrennbar mit dem Pfannhaus (Saline) verbunden. Als sich 1883 mit den Solvay-Werken ein weiterer salzverarbeitender Großbetrieb in Ebensee ansiedelte, wurden Industriearbeitsplätze die wichtigste Erwerbsquelle der regionalen Bevölkerung. Dazu kamen florierende mittelständische Betriebe – etwa in der holzverarbeitenden Industrie, aber auch eine Vielzahl von Nahversorgern – die Ebensee zu einem Aufschwung verhalfen.
Zwischenzeitlich musste die lokale Wirtschaft struktur- und globalisierungsbedingten Entwicklungen Rechnung tragen. In den letzten Jahren (Stand um 2010) konnte allerdings eine Trendumkehr erreicht werden, und mit der Ansiedelung neuer Betriebe scheint eine positive wirtschaftliche Zukunft gesichert. Ehrgeizige Initiativen sollen die Tourismuswirtschaft ankurbeln und Ebensee mit seinem attraktiven Gästeangebot auch im Fremdenverkehr neu positionieren.

### Ansässige Unternehmen (Auswahl)
- Salinen Austria, Salzproduktion
- Imerys Carbonates, Bergbau/Mineralienverarbeitende Industrie; stillgelegt Ende März 2019
- Wolfsgruber Logistik GmbH
- A & L – Assembling & Logistics
- POLYTEC PLASTICS Ebensee GmbH
- Steinkogler, Bergschuhfabrikation
- GSA GmbH, Steuerungstechnik
- Henkel (Cimsec), Herstellung von Fliesenkleber, Fugenmassen
- Möbel Baumgartner
- Hotel Hochsteg Gütl, Alois Steinkogler GmbH
- Mostschenke im Heustadl, Alois Steinkogler KG
- Pumpspeicherkraftwerk Ebensee der Energie AG Oberösterreich (Traunsee, Speichersee am und Kavernenkraftwerk im Großen Sonnstein, im Bau seit Oktober 2023)

### Verkehr

#### Straße
Ebensee am Traunsee liegt an der Salzkammergut Straße B 145, die Ebensee am Traunsee mit Vöcklabruck, Gmunden, Bad Ischl, Bad Aussee und Trautenfels verbindet.

#### Schifffahrt
Von Ebensee am Traunsee fahren Schiffe auf dem Traunsee nach Gmunden, Altmünster und Traunkirchen.

#### Seilbahn
Im Ortsteil Kohlstatt verkehrt eine Seilbahn auf den Feuerkogel.

#### Eisenbahn
Ebensee am Traunsee liegt an der Salzkammergutbahn und hat einen Bahnhof und zwei Haltestellen.
Die Bahnhaltestelle Ebensee Landungsplatz liegt näher beim Ortszentrum und beim See. Sie besteht aus einem Bahnhofsgebäude mit Fahrkartenautomat sowie einer Bushaltestelle und einem Bahnsteig. Hier halten alle Regional- und Regional-Express-Züge der Salzkammergutbahn.
Der eigentliche Bahnhof Ebensee am Traunsee liegt etwas abseits des Zentrums in südlicher Richtung. Er besteht aus einem Bahnhofsgebäude mit einer Wartehalle, einem WC und einem Fahrkartenautomaten. Es gibt drei ebenerdige Bahnsteige. Hier hält auch ein InterCity von/nach Wien. Fahrkarten können nur noch am Fahrkartenautomaten gekauft werden.
In Richtung Bad Ischl folgt die Haltestelle Steinkogel, an der nur Regionalzüge halten.

### Pumpspeicherkraftwerk

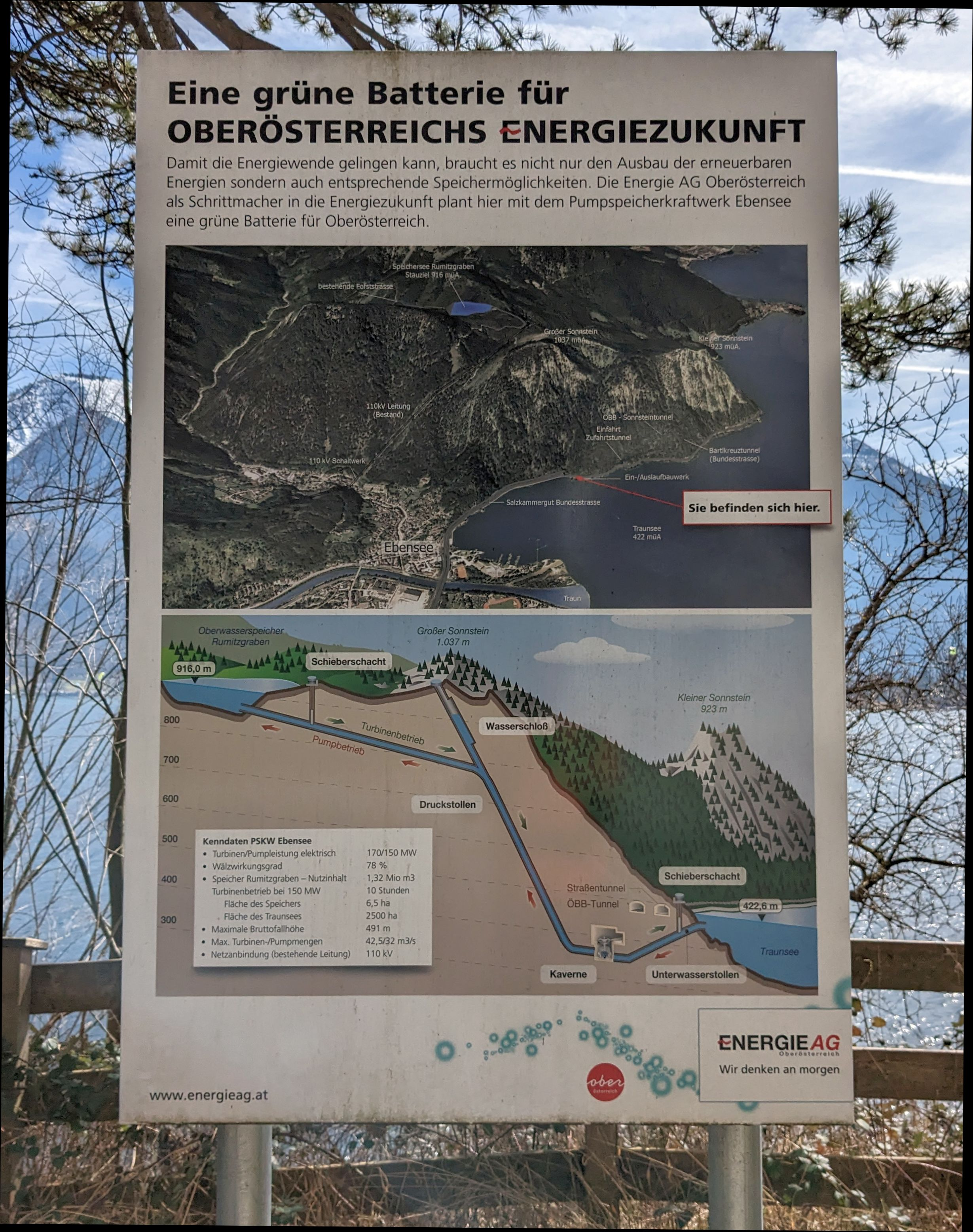
Informationstafel zum Pumpspeicherkraftwerk Ebensee, am Traunseeufer (2023-08)

Die Energie AG plant seit 2010 ein Pumpspeicherkraftwerk Ebensee. Im Februar 2012 wurde das Projekt präsentiert: Der Traunsee dient als Unterbecken auf 422,6 m ü. A. Die Pumpturbine mit etwa 150 bis 170 MW Leistung soll sich in einer Kaverne westlich des Sees befinden, der Speichersee auf 916 m ü. A. mit einem ca. 50 m hohem Staudamm läge auf ca. 884–916 m im Rumitzgraben nordwestlich des Großen Sonnsteins. 2017 erfolgte die UVP, im August 2021 wurde das Vorprojekt gestartet, mit 235 Mio. € voraussichtlichen Baukosten das teuerste Alleinprojekt der Energie AG. Der Spatenstich erfolgte am 21. Oktober 2023. Die kalkulierten Kosten stiegen bis dahin auf 451,3 Mio. €. Die Kaverne mit 53 Meter Länge, 26 Meter Breite und 41 Meter Höhe braucht extra eine Abdichtung gegen Bergwasser von oben (aufgetreten bei starken Niederschlägen im Herbst 2024) und soll (Stand August 2025) Frühjahr 2026 fertiggestellt sein.

## Politik
Der Gemeinderat hat 37 Mitglieder.

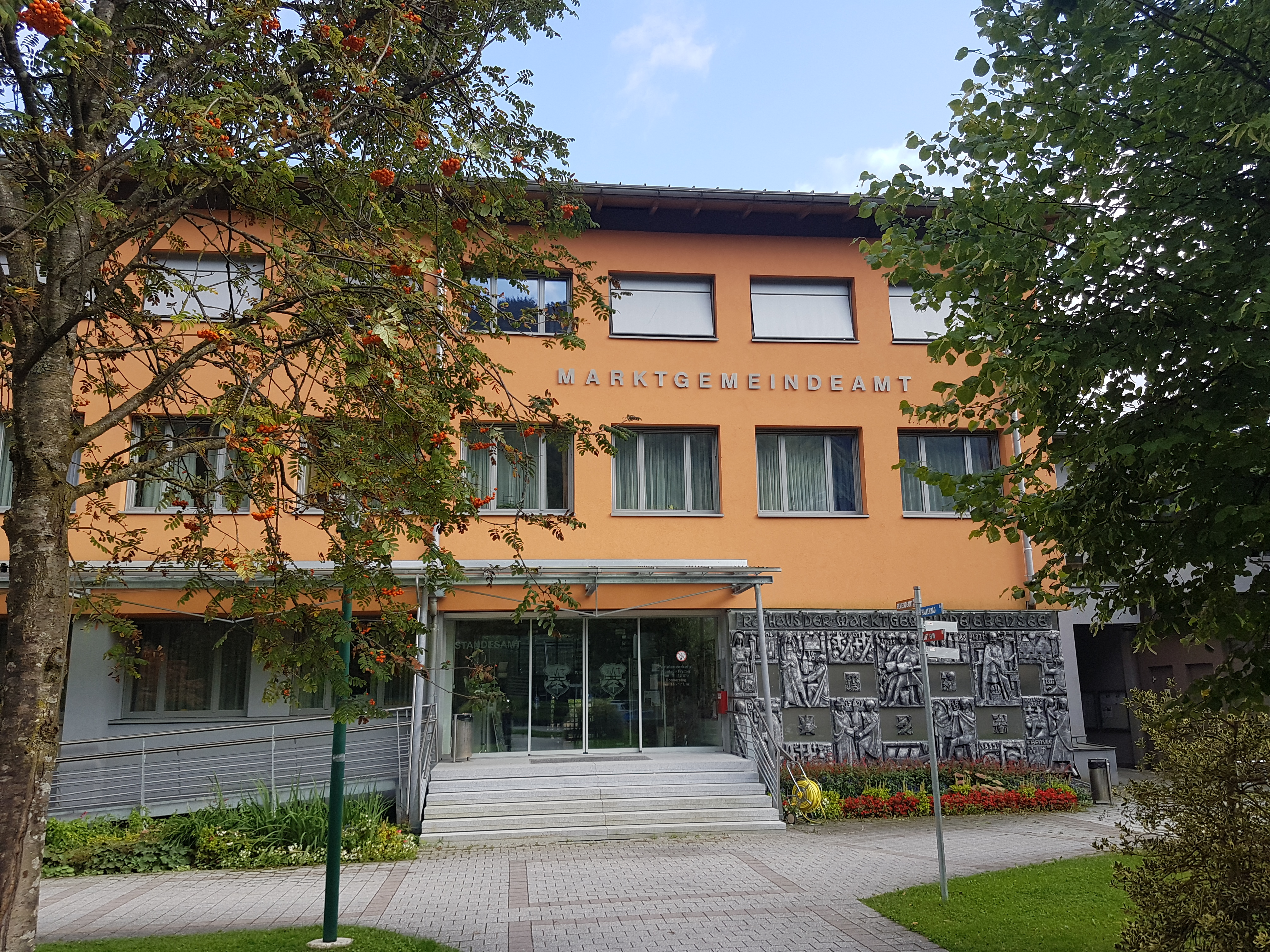
Marktgemeindeamt in Ebensee am Traunsee

- Mit den Gemeinderats- und Bürgermeisterwahlen in Oberösterreich 2009 hatte der Gemeinderat folgende Verteilung: 18 SPÖ, 9 ÖVP, 8 BÜFE und 2 FPÖ.
- Mit den Gemeinderats- und Bürgermeisterwahlen in Oberösterreich 2015 hatte der Gemeinderat folgende Verteilung: 20 SPÖ, 8 BÜFE, 5 FPÖ und 4 ÖVP.
- Mit den Gemeinderats- und Bürgermeisterwahlen in Oberösterreich 2021 hat der Gemeinderat folgende Verteilung: 16 SPÖ, 11 BÜFE, 6 ÖVP und 4 FPÖ.[15][16]

### Bürgermeister
Bürgermeister seit 1850 waren:
- 1850–1852 Johann Engl
- 1852–1853 Franz Erlach
- 1853–1857 Ignaz Neubacher
- 1857–1861 Josef Frey
- 1861–1861 Ernst Zinner
- 1861–1864 Michael Ram
- 1864–1867 Josef Preinesberger
- 1867–1870 Franz Noska
- 1870–1873 Ferdinand Gallasch
- 1873–1878 Franz Steinkogler
- 1878–1879 Michael Ram
- 1879–1891 Franz Noska
- 1891–1891 Johann Stöger
- 1891–1903 Hieronymus Puchinger
- 1903–1919 Leopold Hofinger
- 1919–1934 Max Zieger
- 1934–1934 Richard Stöger
- 1934–1938 Josef Mittendorfer
- 1938–1945 Hermann Heissl
- 1945–1948 Max Zieger
- 1948–1949 Franz Pfister
- 1949–1955 Josef Neuhauser
- 1955–1969 Ladislaus Hartl
- 1969–1984 Hermann Reiter
- 1984–1989 Rudolf Graf
- 1989–2013 Herwart Loidl (SPÖ)
- 2013–2021 Markus Siller (SPÖ)
- seit 2021 Sabine Promberger (SPÖ)

### Wappen
Offizielle Beschreibung des Gemeindewappens:
„In Blau eine goldene, eingebogene Spitze; darin auf grünem Boden ein grüner Nadelbaum, dahinter eine blau-silberne, gewellte Wasserfläche und ein grauer, felsiger Berg. In den Oberwinkeln rechts drei silberne, eins zu zwei gestellte Salzstöcke, links eine goldene, aufrechte Spitzhacke. Übergelegter roter Balken, darin aus den Schildrändern wachsende, mit schwarzen Ärmeln und goldenen Manschetten bekleidete Treuhände.“
Die Gemeindefarben sind: Grün-Weiß-Rot.
Das Marktwappen wurde Ebensee 1929 von der oberösterreichischen Landesregierung verliehen, allerdings bereits seit 1919 ohne Genehmigung von der Gemeinde verwendet. Die Tanne verweist auf die bedeutende Forstwirtschaft, Wasser und Berg verdeutlichen die Lage am Traunsee mit dem markanten Traunstein. Salzstöcke und Spitzhacke stehen für die Saline, und der „brüderliche Handschlag“ symbolisiert die Solidarität der Arbeiterbewegung.

### Partnerschaften
Partnerschaften bestehen mit:
- Prato (Italien), seit 1988
- Zawiercie (Polen), seit 2013[19]

## Persönlichkeiten

### Töchter und Söhne der Gemeinde
- Franz Engl (1914–1995), Lokalpolitiker, Pädagoge, Autor und Kustos des Heimathauses Schärding
- Hans Gillesberger (1909–1986), Chorleiter, Kapellmeister und künstlerischer Leiter der Wiener Sängerknaben, stellvertretender Chordirektor der Wiener Staatsoper
- Rudolf Ippisch (1878–1953), Schuster, Pionier, Betreiber der Traunseeschifffahrt, Erfinder und Erbauer der Seilbahn auf den Feuerkogel (1927)
- Frederick Xavier Katzer (1844–1903, geboren als Franz Xaver Katzer), römisch-katholischer Erzbischof von Milwaukee, USA, Gedenktafel am Geburtshaus in der Langbathstraße
- Johannes Kienesberger (1919–1999), akademischer Bildhauer, Maler und Steinmetz[20]
- Maximilian Lahnsteiner (* 1996), Skirennläufer
- Michael Lahnsteiner (* 1983), Badmintonspieler
- Günther Lemmerer (1943–2010), Leichtathletiktrainer und Sportfunktionär
- Alois Loidl (* 1945), Physiker
- Franz Loidl (1905–1987), römisch-katholischer Priester, Kirchen-, Heimat- und Kulturhistoriker, Autor
- Karl Lugmayer (1892–1972), Volksbildner, Philosoph und Politiker
- Verena Mayr (* 1995), Leichtathletin
- Josef Mittendorfer (1902–1990), Politiker (ÖVP), Bürgermeister und Nationalratsabgeordneter
- Fritz Neuböck (* 1965), Dirigent, Komponist und Musiker
- Rudolf Neuhauser (1924–2010), Künstler, Architekt, Maler, Denkmalschützer und Musiker
- Walter Pilar (1948–2018), Schriftsteller und bildender Künstler, oberösterreichischer Landeskulturpreis für Literatur 1990, Roman Lebenssee
- Rudolf Preimesberger (1936–2025), Kunsthistoriker und Hochschullehrer
- Rudolf Schwaiger (1924–1979), Bildhauer
- Wilhelm Schückel (1887–1964), Maler
- Leopold Spitzer (1942–2020), Univ.-Prof., Gesangspädagoge, Musikwissenschafter, Hugo-Wolf-Forscher; Großes Ehrenzeichen für Verdienste um die Republik Österreich
- Josef Steinkogler (1954–2024), Politiker (ÖVP), Vizebürgermeister und Mitglied des Bundesrates
- Joseph Wattmann von Maëlcamp-Beaulieu (1789–1866), Chirurg, Pionier der plastischen Chirurgie in Österreich, geboren im Ortsteil Oberlangbath
- Erik Wirl (1884–1954), Opernsänger (Tenor) und Schauspieler

### Personen mit Beziehung zur Gemeinde
- Fritz von Herzmanovsky-Orlando (1877–1954), Schriftsteller und Zeichner, verbrachte viele Sommer in seiner Villa im Ortsteil Rindbach
- Sigrid Kirchmann (* 1966), ehemalige Hochspringerin und Siebenkämpferin, erste österreichische WM-Medaillengewinnerin im Hochsprung, aufgewachsen und wohnhaft in Ebensee
- Hermynia zur Mühlen (1883–1951), Schriftstellerin und Übersetzerin
- Christian Rainer (* 1961), Chefredakteur und Herausgeber des Nachrichtenmagazins profil, aufgewachsen in Ebensee
- Thomas „Tom“ Neuwirth alias Conchita Wurst (* 1988), Sänger, Travestiekünstler und Modedesigner – lebte einige Jahre in Ebensee

## Sonstiges
Der Ort Ebensee am Traunsee war schon Schauplatz zahlreicher Filme und TV-Serien, wie folgende Auswahl zeigt:
- Agenten sterben einsam: Kriegsfilm, USA 1968, R: Brian G. Hutton, mit Richard Burton, Clint Eastwood
- In 3 Tagen bist du tot: Horrorthriller A 2006, R: Andreas Prochaska
- In 3 Tagen bist du tot 2: Horrorthriller A 2008, R: Andreas Prochaska